# George C. Stebbins
George C Stebbins, född den 26 februari 1846, död den 6 oktober 1945, var en amerikansk sångledare, sångboksutgivare och kompositör, verksam inom baptiströrelsen i USA.

## Sånger
- Alla tvivel bär till Jesus Finns på Wikisource.
- Du är min klippa, Jesus min Herre
- Fyll jorden med lovsång
- Vi talar om sällhetens land Finns på Wikisource.